# NGC 6048
NGC 6048 ist eine elliptische Galaxie vom Hubble-Typ E2 im Sternbild Kleiner Bär am Nordsternhimmel. Sie ist schätzungsweise 352 Millionen Lichtjahre von der Milchstraße entfernt und hat einen Durchmesser von etwa 225.000 Lichtjahren.
Im selben Himmelsareal befindet sich u. a. die Galaxie IC 1187.
Das Objekt wurde am 6. Mai 1791 vom deutsch-britischen Astronomen William Herschel entdeckt.